# Montgomery Wilson
Montgomery "Bud" Wilson (født 20. august 1909 i Toronto, død 15. november 1964) var canadisk kunstskøjteløber. Han vandt ni canadiske meterskaber i mændenes friløb mellem 1929 og 1939 og har rekorden for flest vundne canadiske titler. I 1932 vandt han sølvmedalje ved verdensmesterskabet i kunstskøjteløb og bronzemedalje ved vinter-OL 1932, ligeledes i friløb.
Wilson konkurrerede også i parløb sammen med sin søster Constance Wilson-Samuel, og de vandt talrige canadiske og nordamerikanske mesterskabstitler.
Efter sin aktive karriere var Wilson i mange år træner i Boston Skøjteklub.

## Højdepunkter

### Friløb
1932
- Vinter-OL – tredjeplads
- VM i kunstskøjteløb – andenplads

1936
- Vinter-OL – fjerdeplads

### Parløb
(med Constance Wilson)
| Sæson                     | 1927 | 1929 | 1930 | 1931 | 1932 | 1933 | 1934 | 1935 |
| Canadisk mesterskab       | 2    | 1    | 1    | 2    | 1    | 1    | 1    | 3    |
| Nordamerikansk mesterskab | 3    | 1    | -    | 1    | -    | 1    | -    | 2    |
| Vinter-OL                 | -    | -    | -    | -    | 5    | -    | -    | -    |